# Vogelsterben
|  | Dieser Artikel wurde aufgrund von formalen oder inhaltlichen Mängeln in der Qualitätssicherung Biologie zur Verbesserung eingetragen. Dies geschieht, um die Qualität der Biologie-Artikel auf ein akzeptables Niveau zu bringen. Bitte hilf mit, diesen Artikel zu verbessern! Artikel, die nicht signifikant verbessert werden, können gegebenenfalls gelöscht werden. Lies dazu auch die näheren Informationen in den Mindestanforderungen an Biologie-Artikel. |

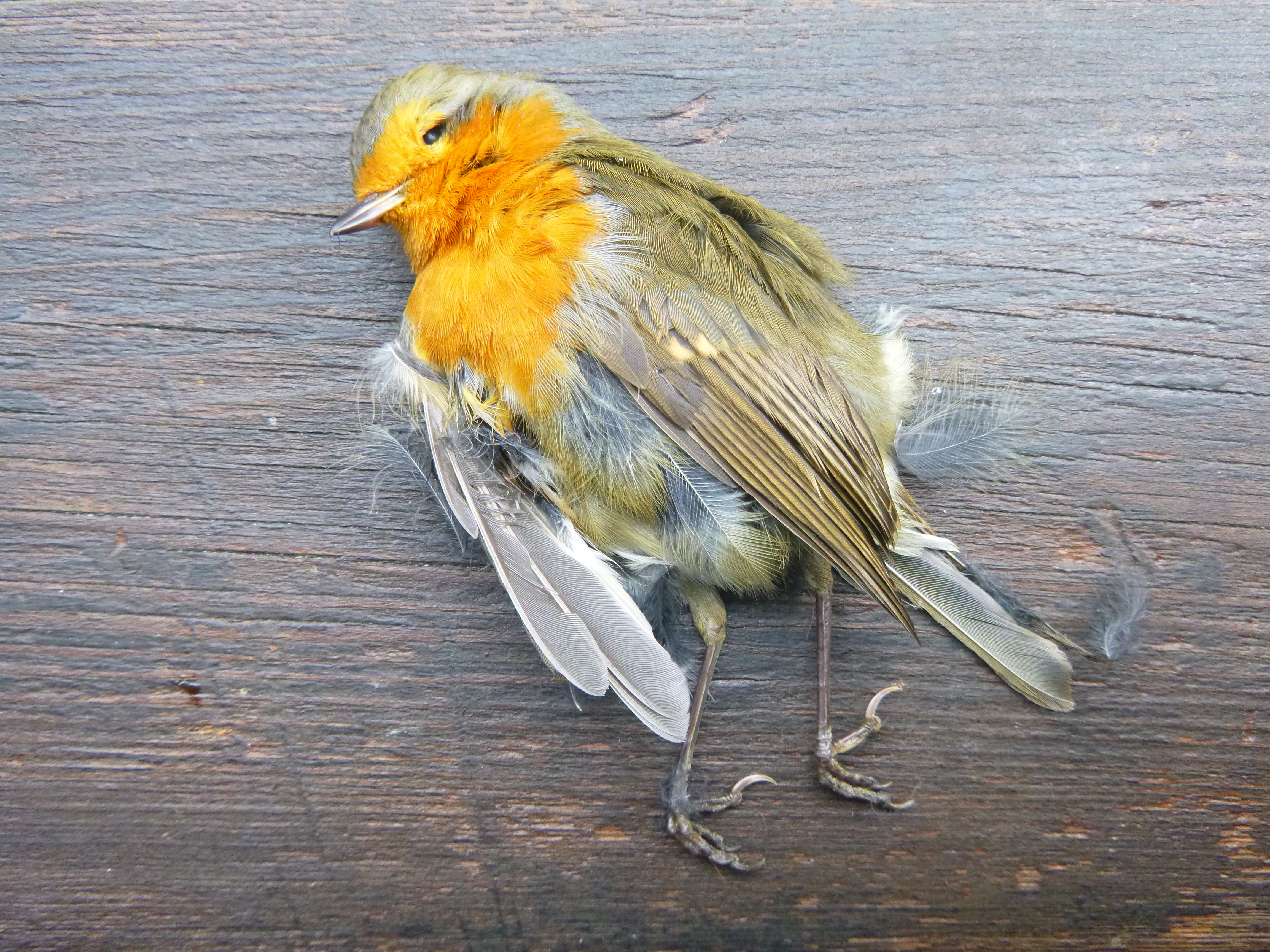
Von einer Hauskatze getötetes Rotkehlchen

Vögel gelten als prädestinierte Bioindikatoren, denn sie stellen ähnliche Ansprüche an Lebensraum und Nahrung wie der Mensch und gehören zu den am besten untersuchten Gruppen von Lebewesen. So kann man aus einem Rückgang der Biodiversität, beziehungsweise der Biomasse schließen, dass es dem Ökosystem schlecht geht.

## Ausmaße in Deutschland
Von 1960 bis 2019 ist die Anzahl an Vogelindividuen in Deutschland um ca. 300 Millionen gesunken. In Prozent sind es in Deutschland seit 1800 ca. minus 80 %. Außerdem hat Deutschland von 1992 bis 2016 14 Millionen Brutvögel verloren. Davon ca. 4 Millionen Agrarvögel und ca. 5 Millionen Vögel aus dem Siedlungsbereich. Etwa ein Drittel der Brutvogelarten nehmen aktuell zu und etwa genauso viele ab. Zu den zunehmenden Arten zählen vor allem Großvogelarten wie zum Beispiel Schwarzstorch oder Kranich. Diese profitieren meist von gezielten, speziell auf sie zugeschnittenen Schutzmaßnahmen.

### Agrarvögel
Vor allem Agrarvogelarten, besonders jene die am Boden brüten oder sich vorwiegend von Insekten und Spinnentieren ernähren, zeigen starke Bestandsrückgänge. Aktuell gehören Vogelarten der Wiesen- und Feuchtlebensräume zu den am stärksten im Bestand rückläufigen Brutvogelarten. So haben beispielsweise Kiebitz und Rebhuhn von 1992 bis 2016 um fast 90 % abgenommen. Im Zeitraum von 1980 bis 2016 sind laut dem Naturschutzbund Deutschland (NABU) die Agrarvögel in Deutschland um 34 % zurückgegangen. EU-weit sind es sogar 56 %. Besonders schlecht sieht es in Deutschland im Zeitraum zwischen 1980 und 2016 beispielsweise für diese Arten aus (1980 bis 2016): Kiebitz (−93 %), Rebhuhn (−91 %), Turteltaube (−89 %), Bekassine (−82 %), Braunkehlchen (−57 %) und die Feldlerche (−55 %).

### Wasservögel
Knapp zwei drittel der im Watt nach Nahrung suchenden Arten zeigen sowohl von 1992 bis 2016 als auch von 2004 bis 2016 Bestandsrückgänge. Bei Schwimmenten, Tauchenten und Sägern überwiegen die Bestandszunahmen.

## Ursachen

### Agrarindustrie
Die intensive Landwirtschaft ist einer der wichtigsten Gründe des Vogelsterbens, möglicherweise sogar der Hauptgrund. Dies sieht man auch daran, dass Agrarvögel besonders abnehmen.
Schädlingsbekämpfungsmittel, insbesondere Insektizide sorgen nicht nur für ein großes Insektensterben, sondern beeinträchtigen auch Vögel, Säugetiere und Amphibien. Durch Insektizide fällt die Nahrungsgrundlage vieler Insektenfresser, wie beispielsweise die des Wiedehopfs oder der Mehlschwalbe weg. Auch andere Arten füttern im Frühjahr ihre Jungen mit den eiweißreichen Insekten. Sind diese jedoch nicht vorhanden, kann die Versorgung der Jungvögel nicht gesichert werden.

### Katzen
Die Hauskatze stellt eine nicht zu unterschätzende Invasive Art dar. Zwar sind diese meist nur in Siedlungsbereichen anzutreffen, jedoch gibt es allein in Deutschland circa zwei Millionen verwilderte Hauskatzen, welche nicht nur als Zeitvertreib jagen. Deutsche Hauskatzen fangen laut Peter Berthold mindestens 30 Millionen Vögel jährlich. Aber auch durch die bloße Anwesenheit der Katze im Garten füttern Altvögel ihre Jungvögel nicht mehr oder bauen ihr Nest höher. Letzteres führt wiederum dazu, dass Prädatoren das Nest entdecken und zerstören. Es gibt einige Lösungen für das genannte Problem. Wenn man Katzen mit Freilauf in den frühen Morgenstunden während der Brutzeit im Haus lässt, werden die gerade flügge gewordenen Jungvögel geschützt. Die größte Eindämmung des Problems würde jedoch die Sterilisation von allen verwilderten Katzen und auch Hauskatzen mit Freigang bringen. Zum Schutz der Haubenlerche wurde in Walldorf eine Verfügung erlassen, wonach Hauskatzen deren Brutgebiet während der Brutzeit nicht betreten dürfen.

### Vogelschlag

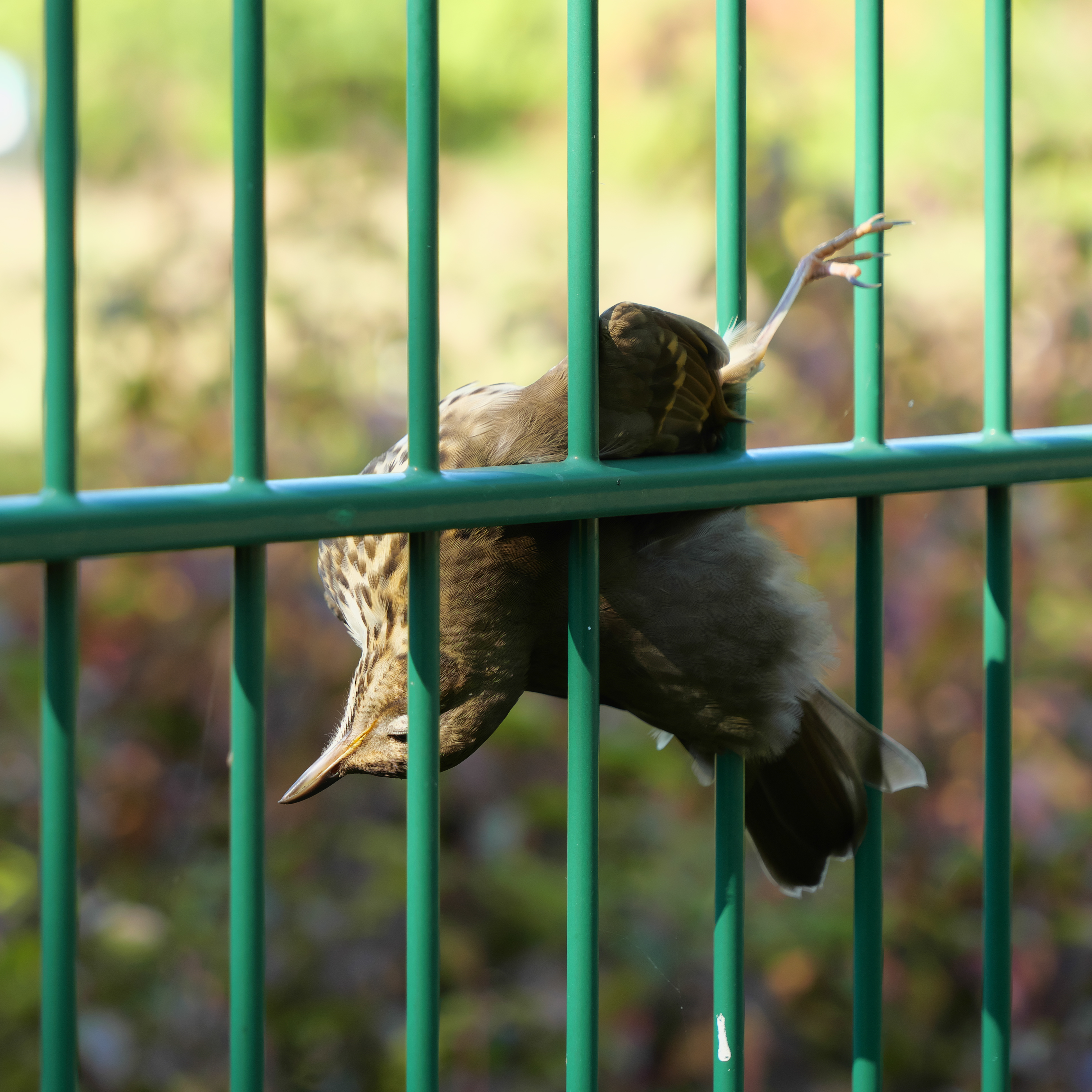
Eine in einem massiven Gittermattenzaun verendete Singdrossel

#### Gebäude
Gebäude mit großen verglasten Flächen stellen eine besondere Gefahr für Vögel dar. Beim Vogelschlag fliegen Vögel gegen Fenster, da sie entweder transparent sind oder den Hintergrund widerspiegeln. Verschiedenste Hochrechnungen der Opferzahlen pro Jahr kommen zu Ergebnissen im zweistelligen oder sogar dreistelligen Millionenbereich. Schon 1990 kam Daniel Klem zu dem Schluss, dass man mit mindestens einem Vogel pro Wohnhaus rechnen sollte. Dies ergäbe dann mit der Anzahl der Wohnhäuser Deutschlands multipliziert 18 Millionen. Neuere Berechnungen, die auch Hochhäuser und Wartehäuschen berücksichtigen, kommen zu dem Resultat von mehr als 100 Millionen toten Vögeln auf Deutschem Raum.

#### Verkehr
Der Vogelschwund im Verkehr kommt hauptsächlich durch die hohen Geschwindigkeiten zustande, jedoch auch durch den (mit dem Ausbau verbundenen) Lebensraumschwund. Wenn man die Mortalitätsraten der Vögel im Straßenverkehr mit der im Zugverkehr vergleicht, fällt auf, dass die Rate im Zugverkehr deutlich höher ausfällt. Es stellt sich die Frage, warum dies so ist, denn die Auto-Strecken werden viel häufiger befahren. Zum einen liegt es daran, dass Vögel auch an den Freileitungen der Bahn verunglücken durch das überraschende Auffliegen aufgrund des sich nähernden Zuges. Eine Untersuchung mit dem Namen „SCV“ dokumentierte die Kollisionsopfer an einer Bahnstrecke im Zeitraum von fünf Jahren. Sie kam zu dem Ergebnis, welches durch eine Hochrechnung erfolgte, dass 20 bis 50 Vögel pro Streckenkilometer umkommen. Dabei waren vor allem Eulen überdurchschnittlich stark betroffen. Sie fliegen bei der Nahrungssuche, die häufig durch das Gehör erfolgt, knapp über dem Boden und werden von Zügen erfasst. Im Winter wird der Schnee durch den Zugwind wegbefördert und die schneefreie Fläche bietet so für Greifvögel eine gute Nahrungsquelle. Das deutsche Straßennetz ist sehr gut ausgebaut und stellt somit insgesamt eine große Gefährdung dar. Besonders Straßen mit Hecken und Büschen bilden ein hohes Risiko für Singvögel. Eine Studie in Radolfzell am Bodensee zeigt, dass circa zehn Prozent der dort brütenden Paare ein Elternteil verlieren, wonach die Brut beendet wird.

#### Windkraftanlagen
Ein sehr emotional diskutiertes Thema unter Umwelt- und Artenschützern sind Windkraftanlagen. Schätzungen zufolge töten sie in Deutschland an die 100.000 Vögel im Jahr, welche beim Vogelzug oder auf der Nahrungssuche von den Rotoren bzw. dessen Sog erfasst werden. Windräder tragen auch zur Verknappung von Lebensräumen bei, denn sie haben einen gewissen Störfaktor für manche Vogelarten. Diese halten mehrere hundert Meter Abstand zu den Anlagen und verlieren so wichtige Lebensräume, was dramatische Auswirkungen auf die lokale Brutvogeldichte haben kann.

### Vergiftung

#### Bleihaltige Jagdmunition
Da bei der Jagd meistens nicht auf bleifreie Munition gesetzt wird, werden vor allem Greifvögel Opfer von Vergiftungen.

### Klimaerwärmung
Der Temperaturanstieg durch die globale Erwärmung hat auf manche Vogelarten positive und auf manche Arten negative Auswirkungen. So ist z. B. das Alpenschneehuhn besonders negativ von den steigenden Temperaturen betroffen.